# 강영석 (축구 선수)
강영석(한국 한자: 姜瑩碩, 2002년 5월 5일 ~ )은 대한민국의 축구 선수로, 포지션은 수비형 미드필더이다. 현재 K리그1 전북 현대 모터스 소속이다.

## 플레이 스타일
강영석 선수는 상대 공격을 차단하는데 큰 강점이 있는 선수이다. 왕성한 활동량과 인터셉트, 오프더볼 움직임과 태클 모두 수준급으로 평가받는다. 크거나 빠른 상대 공격수를 중원에서부터 압박해 공을 뺏는 것이 그의 주 역할이자, 장기이다. 전주영생고등학교 축구부의 안대현 감독은 활동량이 엄청나고 매 경기 10개 이상씩 상대 패스를 차단 해 주는 것 같다고 평가했다. 비슷한 플레이어는 잉글랜드 프리미어리그 첼시에서 뛰는 은골로 캉테로 스스로도 캉테를 롤모델로 꼽았다.

## 수상 내역

### 대회 기록
전주영생고등학교 (2018 ~ 2020)
- 대통령금배 전국고등학교축구대회 ● 우승: 2020[2]

용인대학교 (2021)
- 전국1·2학년대학축구대회 ● 우승: 2021

### 개인
- 대통령금배 전국고등학교축구대회 MVP: 2020

## 참고 자료
- 용인대 강영석 '대학 데뷔골', 더 큰 무대를 향해 산뜻한 첫 걸음]